# Norman Rush
Norman Rush (ur. 24 października 1933 w San Francisco) – amerykański pisarz.
Przez piętnaście lat handlował książkami, potem był nauczycielem. W latach 1978-83 pracował z żoną dla Korpusu Pokoju w Botswanie. Ten pobyt zaowocował zbiorem opowiadań Whites (1986), znaną powieścią Mating (1991, National Book Award) oraz drugą powieścią Mortals (2003).